# Апраксин, Фёдор Александрович
граф Фёдор Алекса́ндрович Апра́ксин (1754—1814) — российский аристократ из рода Апраксиных, генерал-майор.
Старший сын графа Александра Фёдоровича Апраксина, которому по разделу между детьми, после смерти отца досталось 2618 крестьян и княжны Натальи Ивановны Одоевской, которые оставили в браке четырёх сыновей и пять дочерей.

## Биография
Службу начал в 1771 году. Получил чин поручика и переведён в Преображенский полк 1 января 1778 года. Пожалован премьер-майором и переведён в Муромский пехотный полк 1 января 1779 года. Получил чин полковника и назначен в Брянский пехотный полк 28 июня 1791 года. Награждён орденом Святого Георгия 4-й степени 19 февраля 1792 года за отличие при взятии штурмом Анапы. Произведён в генерал-майоры и шефы гренадёрского Екатеринославского полка 8 июня 1797 года. Отставлен от службы 28 сентября 1797 года.
Скончался в 1814 году и погребён в Александро-Невской лавре.